# Уруты
Уру́ты (монг. Урууд, Уругуд) — одно из племен, входивших в нирунскую ветвь монголов. В настоящее время этническая группа в составе южных монголов.

## История
В «Сокровенном сказании монголов» сказано, что сыновья Начин-Баатура назывались Уруудай и Мангутай. От них пошли племена урууд и мангуд. Первоначальное ядро урутов составила часть монгольского племени тайчиут. Уруты со времени своего появления входили в нирунскую ветвь монголов и заселяли земли Халхин гол и верхнего течения р. Амур. Уруты вложили много усилий в образование Великого Монгольского государства в начале XIII в.
Уруты представляют собой родственный с мангутами род. Этническое название произошло от алтайского слова ураг (старописьм. монг. яз. uruγ). Так, в тунгусо-маньчжурcких и якутском языках уру означает «род, родню и родственников», на древнетюркском uruγ употребляется в значении «род, потомки». Название образовано путем присоединения к алтайскому слову уруг аффикса -ууд (-ud): uruγ + ud > uruγud > uru’ud > urűd.

### Уруты в составе «пяти больших аймаков»
Чингисхан отдавал предпочтение пяти аймакам (племенам), заслуга которых была не только в создании Великого Монгольского государства, но и в войнах, их называли «пятью опорами» или пятью большими аймаками. Это были уруты, мангуты, джалаиры, хонгираты и икиресы. Особую роль они сыграли в войне с империей Цзинь, главу которого монголы называли Алтан-хан, а саму империю Алтан (Золотой империей).
В 1217 г. Чингисхан велел Мухулаю организовать войска «тамачи пяти дорог» за счет отбора из этих аймаков сильных и крепких воинов. Так появились войска-тамачи, которых рассылали по разным местам. В наступлениях они должны были находиться в авангарде войск, а с захватом объектов, т.е. городов и мест, на них возлагались охранные функции. Чингисхан и его преемники определили пяти аймакам близлежащие земли — Далайнор, реки Лууха за Гоби, Желтая (Хуанхэ), город Шаньду и территории к северо-востоку от Пекина.
В период Монгольского государства Юань этим аймакам вменялось в обязанность готовить довольствие для ханского дворца. Являясь слугами дворца, аристократы этих аймаков нередко имели и родственные связи с представителями золотого рода: их дочери выходили замуж за великих ханов и нойонов, или предводители аймаков брали жен из рода Чингисхана. Так, представительницы рода хунгират получили титул «хатун» от великих ханов Чингиса, Мунхэ и Хубилая. Их же брали в жены и Улзийт, Хүлэг, Буянт и другие. Благодаря своим близким отношениям с монгольскими великими ханами правители аймаков наделялись титулами ван от ханов Юаньского государства, в связи с чем их именовали «аймаками пяти ванов». Таким образом, следует полагать, что два слова — таван и ван — образовали название тавнан (tabun + wang>tabunang). Тавнан относилось изначально лишь к правителям названных выше пяти аймаков. Иными словами, под таван ван (пять ванов) или тавнан подразумевали лишь нойонов урутского, мангутского, джалаирского, хунгиратского и ихиритского аймаков, которые брали жен из рода чингизидов и становились их зятьями.

## Современность
В настоящее время носители родовых имен: уругуд, хитад уругуд, монгол уругуд проживают на территории городского округа Ордос во Внутренней Монголии.
В Монголии проживают носители таких родовых фамилий, как Уруд, Урууд, Ургуд. Часть носителей данных фамилий являются представителями другого монгольского рода Урад. Так в Прихубсугулье название Уруд является вариантом этнонима Урад.